# Alaa Al Dali
Alaa Aldin Yasin Dali (in arabo علاء الدالي‎?; Hama, 3 gennaio 1997) è un calciatore siriano, attaccante dell'Al-Karma e della nazionale siriana.

## Carriera

### Nazionale
Ha debuttato in Nazionale maggiore il 12 novembre 2020, nell'amichevole Siria-Uzbekistan (1-0). Ha messo a segno la sua prima rete con la selezione siriana il 24 marzo 2022, in Libano-Siria (0-3), siglando il gol del momentaneo 0-1 al minuto 14 del primo tempo. Ha partecipato, con la selezione siriana, alla Coppa d'Asia 2023. È sceso in campo, inoltre, nelle qualificazioni ai Mondiali 2022 e 2026.

## Statistiche

### Cronologia presenze e reti in nazionale
Statistiche aggiornate al 26 dicembre 2024.

| Cronologia completa delle presenze e delle reti in nazionale ― Siria | Cronologia completa delle presenze e delle reti in nazionale ― Siria | Cronologia completa delle presenze e delle reti in nazionale ― Siria | Cronologia completa delle presenze e delle reti in nazionale ― Siria | Cronologia completa delle presenze e delle reti in nazionale ― Siria | Cronologia completa delle presenze e delle reti in nazionale ― Siria | Cronologia completa delle presenze e delle reti in nazionale ― Siria | Cronologia completa delle presenze e delle reti in nazionale ― Siria |
| Data                                                                 | Città                                                                | In casa                                                              | Risultato                                                            | Ospiti                                                               | Competizione                                                         | Reti                                                                 | Note                                                                 |
| -------------------------------------------------------------------- | -------------------------------------------------------------------- | -------------------------------------------------------------------- | -------------------------------------------------------------------- | -------------------------------------------------------------------- | -------------------------------------------------------------------- | -------------------------------------------------------------------- | -------------------------------------------------------------------- |
| 12-11-2020                                                           | Sharjah                                                              | Siria                                                                | 1 – 0                                                                | Uzbekistan                                                           | Amichevole                                                           | -                                                                    | 73’                                                                  |
| 16-11-2020                                                           | Sharjah                                                              | Giordania                                                            | 1 – 0                                                                | Siria                                                                | Amichevole                                                           | -                                                                    |                                                                      |
| 4-6-2021                                                             | Sharjah                                                              | Maldive                                                              | 0 – 4                                                                | Siria                                                                | Qual. Mondiali 2022                                                  | -                                                                    | 46’                                                                  |
| 7-6-2021                                                             | Sharjah                                                              | Guam                                                                 | 0 – 3                                                                | Siria                                                                | Qual. Mondiali 2022                                                  | -                                                                    | 64’                                                                  |
| 15-6-2021                                                            | Sharjah                                                              | Cina                                                                 | 3 – 1                                                                | Siria                                                                | Qual. Mondiali 2022                                                  | -                                                                    |                                                                      |
| 2-9-2021                                                             | Teheran                                                              | Iran                                                                 | 1 – 0                                                                | Siria                                                                | Qual. Mondiali 2022                                                  | -                                                                    | 60’                                                                  |
| 7-10-2021                                                            | Ansan                                                                | Corea del Sud                                                        | 2 – 1                                                                | Siria                                                                | Qual. Mondiali 2022                                                  | -                                                                    | 79’                                                                  |
| 24-3-2022                                                            | Saida                                                                | Libano                                                               | 0 – 3                                                                | Siria                                                                | Qual. Mondiali 2022                                                  | 1                                                                    | 43’ 83’                                                              |
| 29-3-2022                                                            | Dubai                                                                | Siria                                                                | 1 – 1                                                                | Iraq                                                                 | Qual. Mondiali 2022                                                  | 1                                                                    | 79’                                                                  |
| 23-9-2022                                                            | Amman                                                                | Giordania                                                            | 2 – 0                                                                | Siria                                                                | Amichevole                                                           | -                                                                    | 75’                                                                  |
| 26-9-2022                                                            | Amman                                                                | Iraq                                                                 | 1 – 0                                                                | Siria                                                                | Amichevole                                                           | -                                                                    | 73’                                                                  |
| 17-11-2022                                                           | Dubai                                                                | Siria                                                                | 0 – 1                                                                | Bielorussia                                                          | Amichevole                                                           | -                                                                    | 62’                                                                  |
| 20-11-2022                                                           | Dubai                                                                | Venezuela                                                            | 2 – 1                                                                | Siria                                                                | Amichevole                                                           | -                                                                    | 66’                                                                  |
| 20-6-2023                                                            | Nam Dinh                                                             | Vietnam                                                              | 1 – 0                                                                | Siria                                                                | Amichevole                                                           | -                                                                    | 46’                                                                  |
| 6-9-2023                                                             | Chengdu                                                              | Siria                                                                | 2 – 2                                                                | Malaysia                                                             | Amichevole                                                           | -                                                                    |                                                                      |
| 12-9-2023                                                            | Chengdu                                                              | Cina                                                                 | 0 – 1                                                                | Siria                                                                | Amichevole                                                           | -                                                                    | 73’                                                                  |
| 23-1-2024                                                            | Al Khor                                                              | Siria                                                                | 1 – 0                                                                | India                                                                | Coppa d'Asia 2023 - Gironi                                           | -                                                                    | 69’                                                                  |
| 31-1-2024                                                            | Doha                                                                 | Iran                                                                 | 1 – 1 (5 - 3 dtr)                                                    | Siria                                                                | Coppa d'Asia 2023 - Ottavi di finale                                 | -                                                                    | 87’                                                                  |
| 21-3-2024                                                            | Yangon                                                               | Birmania                                                             | 1 – 1                                                                | Siria                                                                | Qual. Mondiali 2026                                                  | 1                                                                    | 60’                                                                  |
| 26-3-2024                                                            | Dammam                                                               | Siria                                                                | 7 – 0                                                                | Birmania                                                             | Qual. Mondiali 2026                                                  | 1                                                                    | 73’                                                                  |
| 6-6-2024                                                             | Vientiane                                                            | Corea del Nord                                                       | 1 – 0                                                                | Siria                                                                | Qual. Mondiali 2026                                                  | -                                                                    | 76’ 87’                                                              |
| 9-9-2024                                                             | Hyderabad                                                            | India                                                                | 0 – 3                                                                | Siria                                                                | Amichevole                                                           | -                                                                    | 72’                                                                  |
| Totale                                                               |                                                                      | Presenze                                                             | 23                                                                   |                                                                      | Reti                                                                 | 4                                                                    |                                                                      |

## Palmarès

### Club

#### Competizioni nazionali
- Campionato siriano di calcio: 2

Tishrin: 2020-2021
Al-Fotuwa: 2022-2023
- Campionato kuwaitiano di calcio:

Al-Arabi: 2020-2021
- Coppa del Principe della Corona del Kuwait: 1

Al-Arabi: 2021-2022
- Supercoppa di Kuwait: 1

Al-Arabi: 2021